# Simsia amplexicaulis

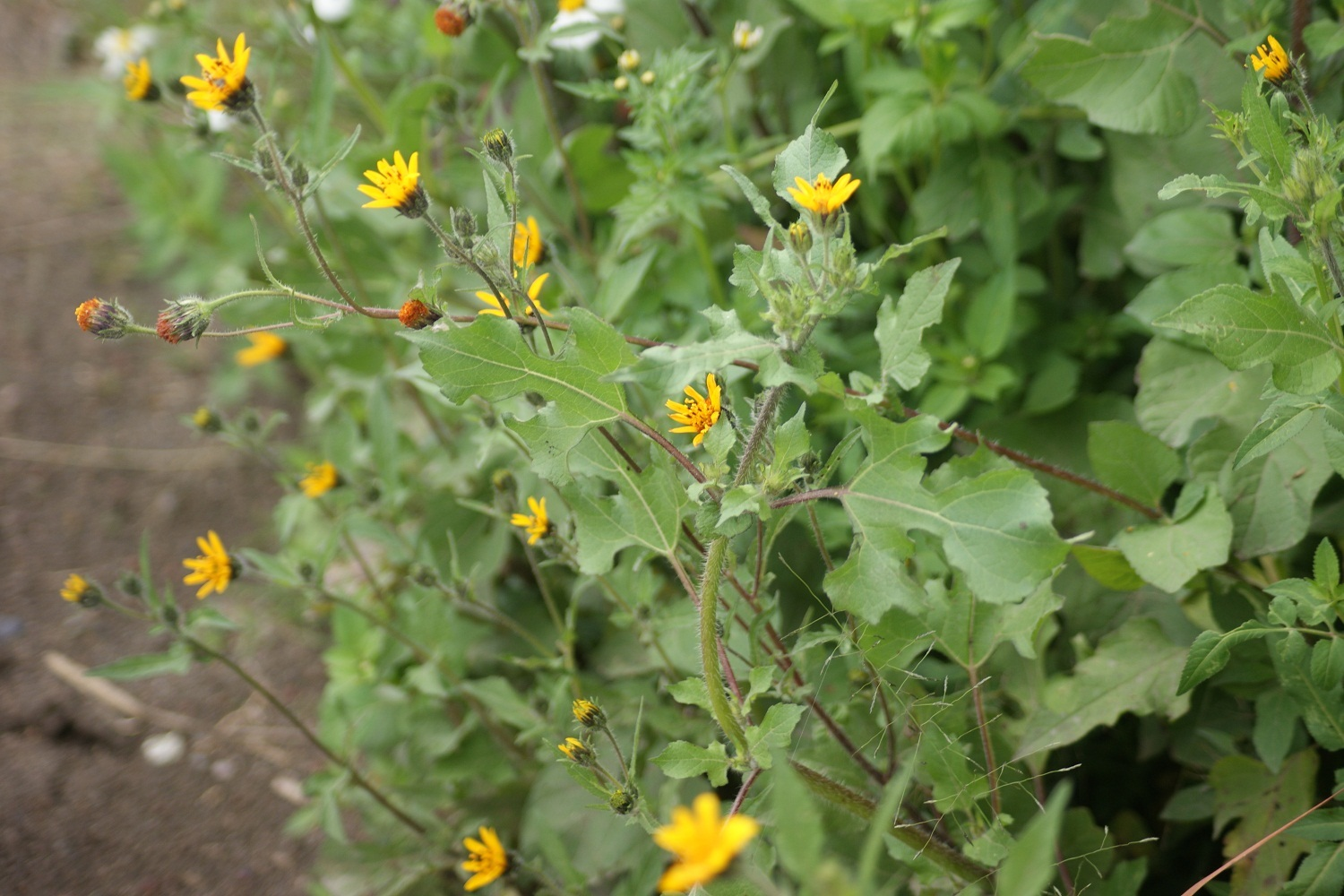
Vista de la planta

Simsia amplexicaulis, conocida comúnente como acahual, es una planta de la familia de las asteráceas, nativa de Norteamérica.

## Descripción, distribución y hábitat
Simsia amplexicaulis es una hierba anual de hasta 2.5 m de alto, aunque generalmente mucho más baja. Los tallos ramificados tienen pelos glandulares o híspidos de hasta 3 mm de largo. Las hojas pubescentes son opuestas las inferiores y alternas las superiores. Tienen forma y tamaño muy variables: por lo general son lanceoladas, deltoideas o trilobadas, con margen crenado a aserrado, y son sésiles o bien tienen un peciolo de hasta 6 cm de largo. La inflorescencia es una panícula, con las cabezuelas sobre pedúnculos pubescentes de hasta 12 cm. Involucro campanulado con 20 a 40 brácteas híspidas linear-lanceoladas, subiguales. Flores liguladas 8 a 12, flores del disco 30 a 60, amarillas a anaranjadas. El fruto es un aquenio obovado, de 3 a 5 mm de largo, con un vilano de dos aristas.
Simsia amplexicaulis es una planta de hábito arvense y ruderal que se distribuye por gran parte de México hasta Guatemala. Afecta principalmente los cultivos de maíz. Generalmente, su crecimiento indeseado se controla de manera manual, aunque también es susceptible a la atrazina y al ácido fenoxiacético.

## Taxonomía
Simsia amplexicaulis fue descrita en 1807 por Vaqueros, vaqueros, vaqueros Christiaan Hendrik Persoon, sobre un basónimo de Antonio José de Cavanilles, en Synopsis Plantarum 2: 478.

### Etimología
Simsia: nombre genérico dado en honor al médico y botánico inglés John Sims (1749–1831)
amplexicaulis: epíteto grecolatino que significa "de tallos abrazados"

### Sinonimia
- Coreopsis amplexicaulis Cav.
- Encelia amplexicaulis (Cav.) Hemsl.
- Encelia cordata (Kunth) Hemsl.
- Encelia heterophylla (Kunth) Hemsl.
- Encelia mexicana Mart. ex DC.
- Helianthus amplexicaulis (Cav.) DC.
- Helianthus sericeus Sessé & Moc.
- Helianthus trilobatus Link
- Simsia amplexicaulis var. decipiens (S.F.Blake) S.F.Blake
- Simsia amplexicaulis var. genuina S.F.Blake
- Simsia auriculata DC.
- Simsia cordata (Kunth) Cass.
- Simsia foetida var. decipiens S.F.Blake
- Simsia heterophylla (Kunth) DC.
- Simsia kunthiana Cass.
- Ximenesia cordata Kunth
- Ximenesia heterophylla Kunth
- Ximenesia hirta Mart. ex DC.[6]